# Садове (Ілюшинське сільське поселення)
Садове (рос. Садовое) — селище Нестеровського району, Калінінградської області Росії. Входить до складу Ілюшинського сільського поселення.
Населення —  519 осіб (2015 рік). 

## Населення
| 2010 |
| ---- |
| 519  |